# Gmina Caldwell (Iowa)

Położenie Gminy Caldwell w hrabstwie Appanoose

Gmina Caldwell (ang. Caldwell Township) – gmina w USA, w stanie Iowa, w hrabstwie Appanoose. Według danych z 2000 roku gmina miała 439 mieszkańców.